# Google Page Creator
Google Page Creator fue un producto gratuito de Google lanzado, en versión beta, el día 23 de febrero de 2006 sin previo aviso por parte de la empresa. Ofrecía un sencillo editor de páginas webs creado con tecnología AJAX.
El servicio permitía a cualquier usuario, especialmente a los novatos, crear sitios web simples con múltiples páginas a personas que no poseían conocimiento de HTML o cualquier otro lenguaje de marcas usado en Internet, similar a varios competidores como Sandvox, Drag Drop Site Creator e iWeb. Los usuarios recibían 100 Mb de espacio web libre y un máximo de 500 archivos. 
El 3 de agosto de 2008 Google anuncia el cierre del servicio, cierre que fue concretado a finales del mismo año. Se informó que todos los sitios serían migrados automáticamente a Google Sites cuando llegase la fecha de cierre.